# Палинуро (Салерно)
Палинуро (итал. Palinuro) је насеље у Италији у округу Салерно, региону Кампанија.
Према процени из 2011. у насељу је живело 1054 становника. Насеље се налази на надморској висини од 59 м.